# Kelley Hurley
Kelley Anne Hurley (Houston, 4 de abril de 1988) es una deportista estadounidense que compite en esgrima, especialista en la modalidad de espada. Su hermana Courtney compitió en el mismo deporte.
Participó en cuatro Juegos Olímpicos de Verano, entre los años 2008 y 2020, obteniendo una medalla de bronce en Londres 2012, en la prueba por equipos (junto con Courtney Hurley, Maya Lawrence y Susie Scanlan), el quinto lugar en Río de Janeiro 2016 y el quinto en Tokio 2020, también por equipos.
Ganó una medalla de oro en el Campeonato Mundial de Esgrima de 2018, en la prueba por equipos.

## Palmarés internacional
| Juegos Olímpicos   | Juegos Olímpicos      | Juegos Olímpicos  | Juegos Olímpicos   |
| Año                | Lugar                 | Medalla           | Prueba             |
| ------------------ | --------------------- | ----------------- | ------------------ |
| 2012               | Londres (Reino Unido) | Medalla de bronce | Espada por equipos |
| Campeonato Mundial |                       |                   |                    |
| Año                | Lugar                 | Medalla           | Prueba             |
| 2018               | Wuxi (China)          | Medalla de oro    | Espada por equipos |